# La Maigre Compagnie
La Maigre Compagnie – en néerlandais De magere compagnie – est un tableau réalisé par les peintres néerlandais Frans Hals et Pieter Codde en 1633-1637. Cette huile sur toile est le portrait de groupe d'une schutterij dont seize miliciens sont figurés en armes. Partie des collections du musée d'Amsterdam, l'œuvre se trouve en dépôt au Rijksmuseum, également à Amsterdam.